# Von-Meyenburg-Komplex

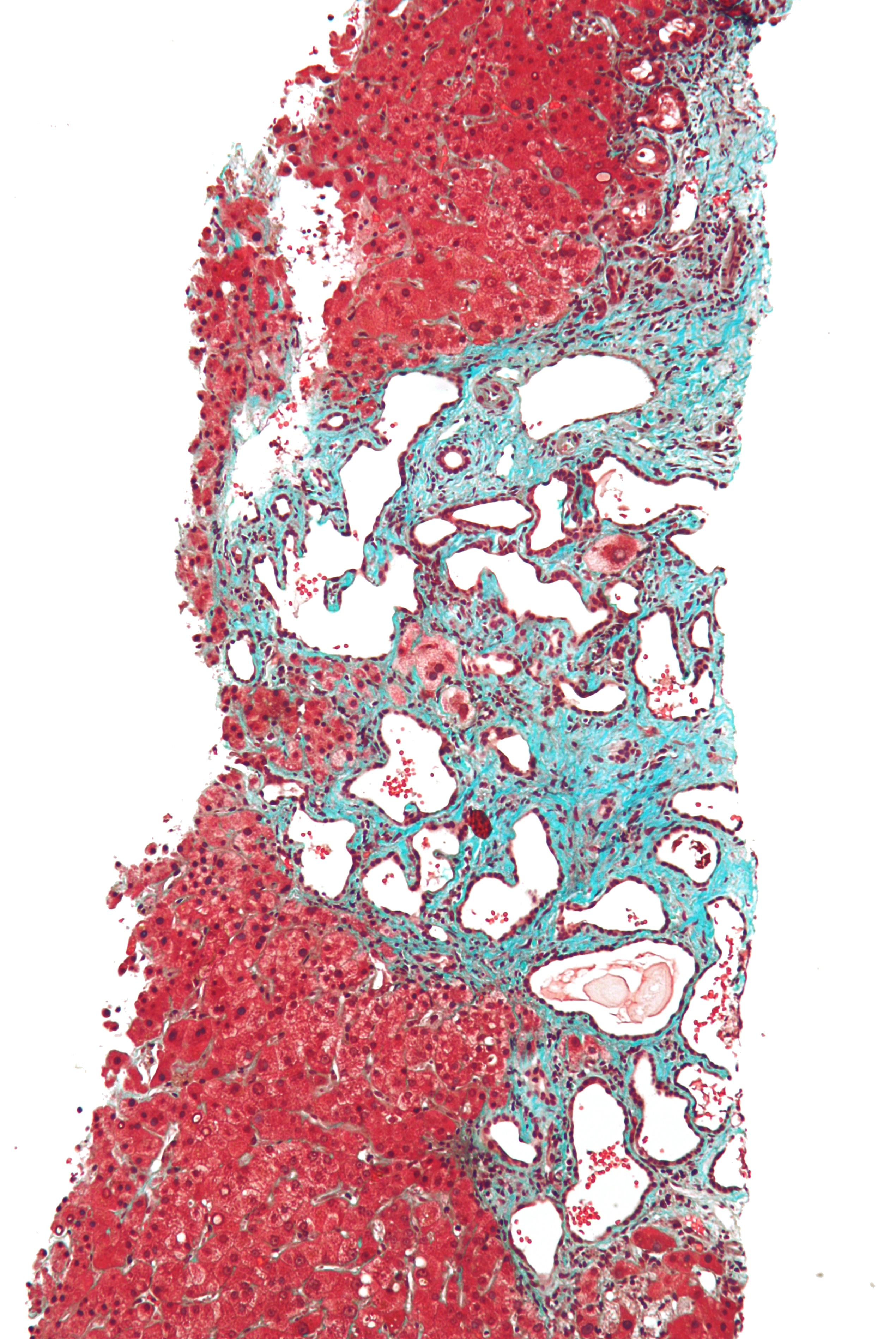
Mikrofoto eines von-Meyenburg-Komplexes der Leber.

Unter einem Von-Meyenburg-Komplex (nach dem Pathologen Hans von Meyenburg) versteht man ein Hamartom der Leber, das sich strukturell aus erweiterten Gallengangsstrukturen und Bindegewebe zusammensetzt.

## Epidemiologie
In einer Sektionsstatistik fanden sich von-Meyenburg-Komplexe bei 5,6 % der Erwachsenen und 0,9 % der Kinder. Eine Geschlechtsbevorzugung, eine regionale oder ethnische Häufung des Krankheitsbildes wurde bisher nicht berichtet.

## Ätiologie
Von-Meyenburg-Komplexe entstehen infolge einer embryonalen Fehlbildung der Duktalplatte, die den Ausgangspunkt der Entwicklung der Gallengänge innerhalb der Leber bildet.
Assoziationen mit Leberzysten und zystischen Nierenerkrankungen sind in der Literatur beschrieben.

## Morphologie

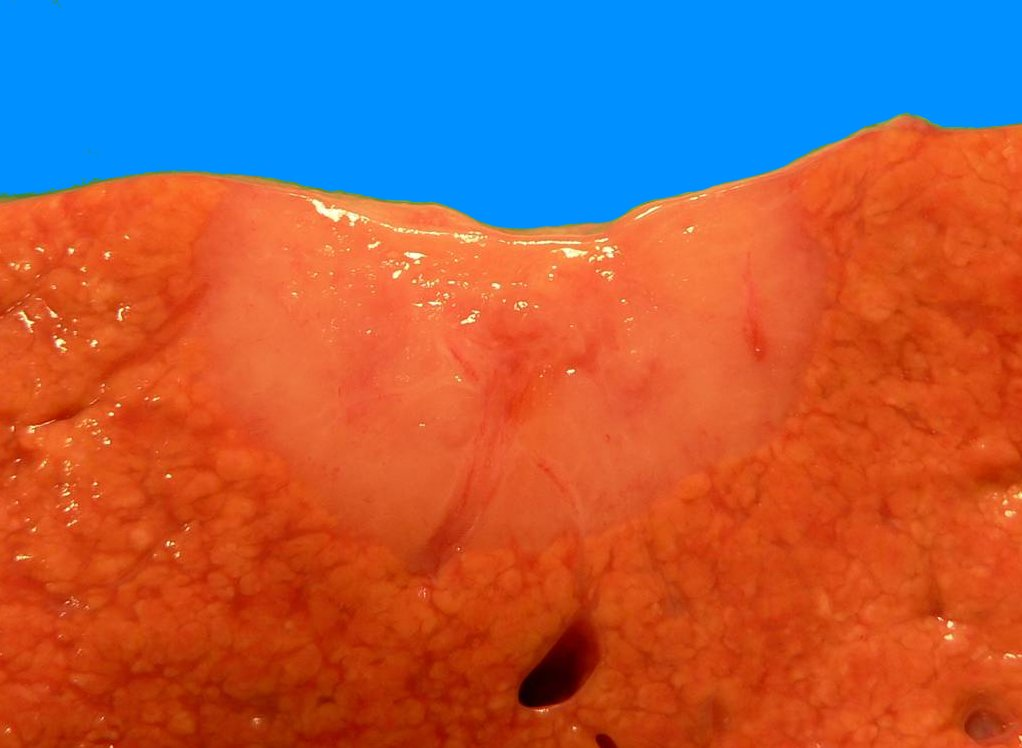
Makroskopisches Bild eines ungewöhnlich großen, bis 2,3 cm messenden von-Meyenburg-Komplexes der Leber. Nebenbefundlich liegt eine hochgradige Leberfibrose vor.

Makroskopisch handelt es sich um einzelne oder mehrere grauweiße, üblicherweise 0,1–1 cm große Herde, die häufig direkt unter der Leberkapsel lokalisiert sind.
Feingeweblich zeigen sich Gruppen von mäßig erweiterten Gallengängen ohne Atypien, die in Bindegewebe eingebettet sind und gelegentlich Galle enthalten können.

## Klinik
Von-Meyenburg-Komplexe verursachen meist keinerlei Beschwerden und sind in der Regel Zufallsbefunde ohne Krankheitswert. Selten soll eine Beziehung zu rezidivierenden Gallenwegsentzündungen bestehen. Auch ein Übergang in einen bösartigen Tumor wurde in Einzelfällen beobachtet.
Die klinische Bedeutung der von-Meyenburg-Komplexe liegt vorwiegend darin, dass sie von primären Lebertumoren und Lebermetastasen unterschieden werden müssen; dies ist mit letzter Sicherheit häufig nur durch eine Leberbiopsie und histologische Untersuchung möglich.